# Siim Kallas

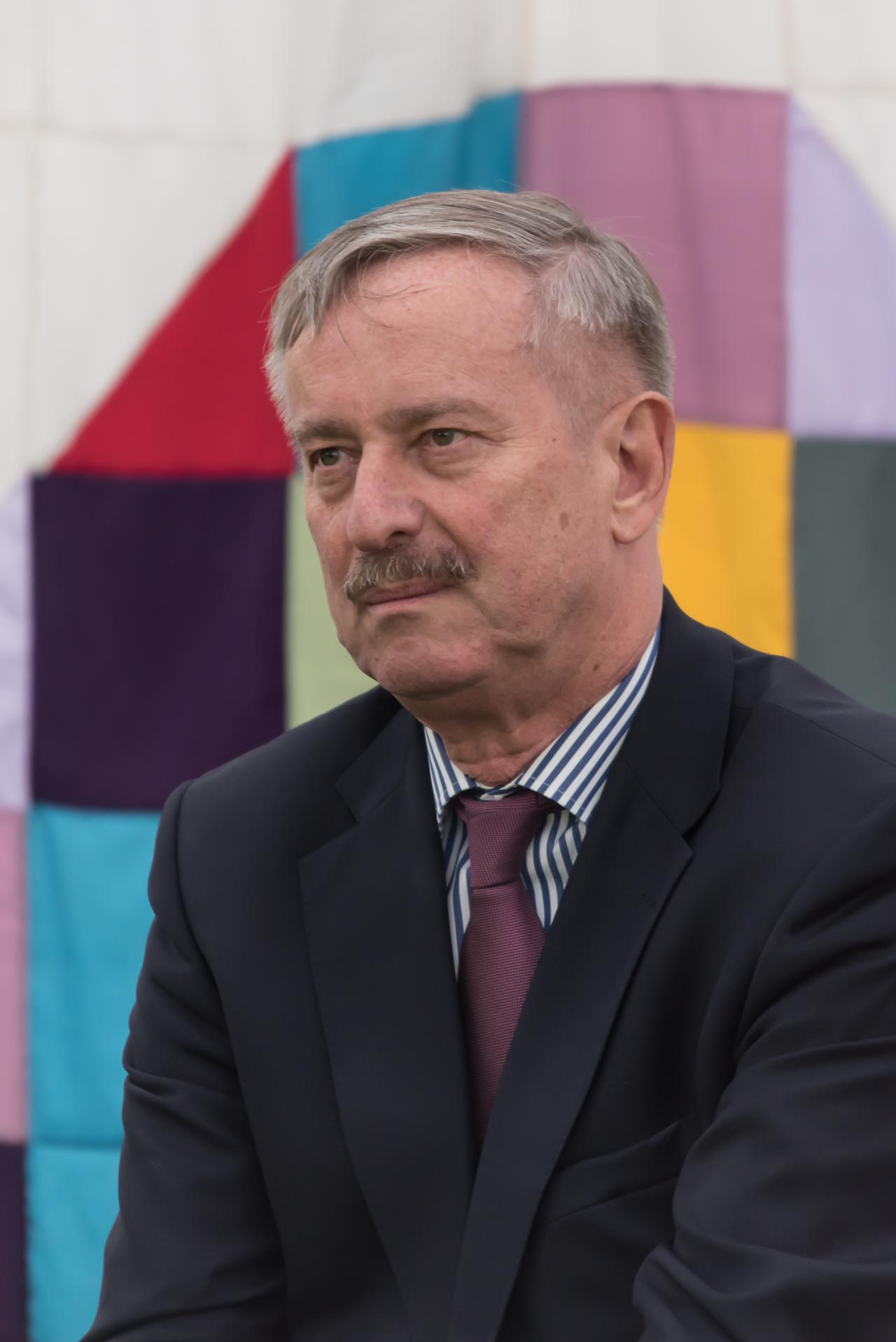
Siim Kallas (2016)

Siim Kallas [ˈsiːm ˈkɑlˑɑs] (* 2. Oktober 1948 in Tallinn) ist ein estnischer Politiker. Er war 2002/03 Ministerpräsident der Republik Estland. Von 2010 bis 2014 war er Vizepräsident der Europäischen Kommission sowie Kommissar für Verkehr. Bereits zuvor war er seit 2004 EU-Kommissar in anderen Ressorts. 

## Leben

### Ausbildung
Kallas, studierter Volkswirt, graduierte 1967 an der „22. Schule“ (Gymnasium) in Tallinn und 1972 an der Universität Tartu im Fach „Finanzwesen und Kredit“ (cum laude, d. h. mit der in Estland höchsten Auszeichnung). Von 1972 bis 1975 war er im gleichen Fach Aspirant und schloss mit der Promotion ab.

### Politische Karriere in Estland

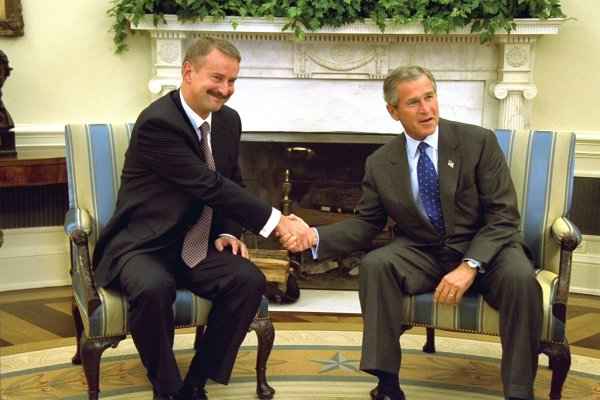
Siim Kallas und George W. Bush (2002).

Kallas war im Finanzministerium der Estnischen Sowjetrepublik (1975–1979), als Direktor des Vorstands der Estnischen Sparkassen (1979–1986) und als stellvertretender Herausgeber der Parteizeitung Rahva Hääl („Stimme des Volkes“) (1986–1989) tätig. Von 1989 bis 1991 war er Vorsitzender der Zentralunion der Gewerkschaften. Während der estnischen Autonomiebestrebungen wurde Kallas bekannt als Protagonist der Wirtschaftsliberalisierung und besonders der monetären und wirtschaftlichen Unabhängigkeit Estlands von der Sowjetunion.
Von 1991 bis 1995 war Kallas, als ausgewiesener Wirtschafts- und Finanzfachmann, Präsident der estnischen Nationalbank Eesti Pank, deren Einfluss allerdings wegen der fixen Bindung der Estnischen Krone an die Deutsche Mark begrenzt war. Nebenher blieb Kallas weiterhin an der Universität Tartu tätig, erst als Dozent auf einer Viertelstelle und dann als Gastprofessor.
1994 gründete er die wirtschaftsliberale Estnische Reformpartei (estnisch: Reformierakond). Er führte diese Partei von ihrer Gründung 1994 bis zum November 2004. Sein Nachfolger wurde Andrus Ansip. Durch die großen Erfolge der Reformierakond bei den Wahlen 1995 trat Kallas von seinem Amt als Vorsitzender der Nationalbank zurück und wurde Außenminister (1995–1996) sowie Finanzminister (1999–2002).
Durch eine erneute Regierungsumbildung wurde Kallas 2002 Ministerpräsident von Estland. Er amtierte bis zu den Wahlen 2003. Seitdem war er einfacher Abgeordneter im estnischen Parlament (Riigikogu). Er stand dem Kabinett S.Kallas vor. 

### Politische Karriere in der EU

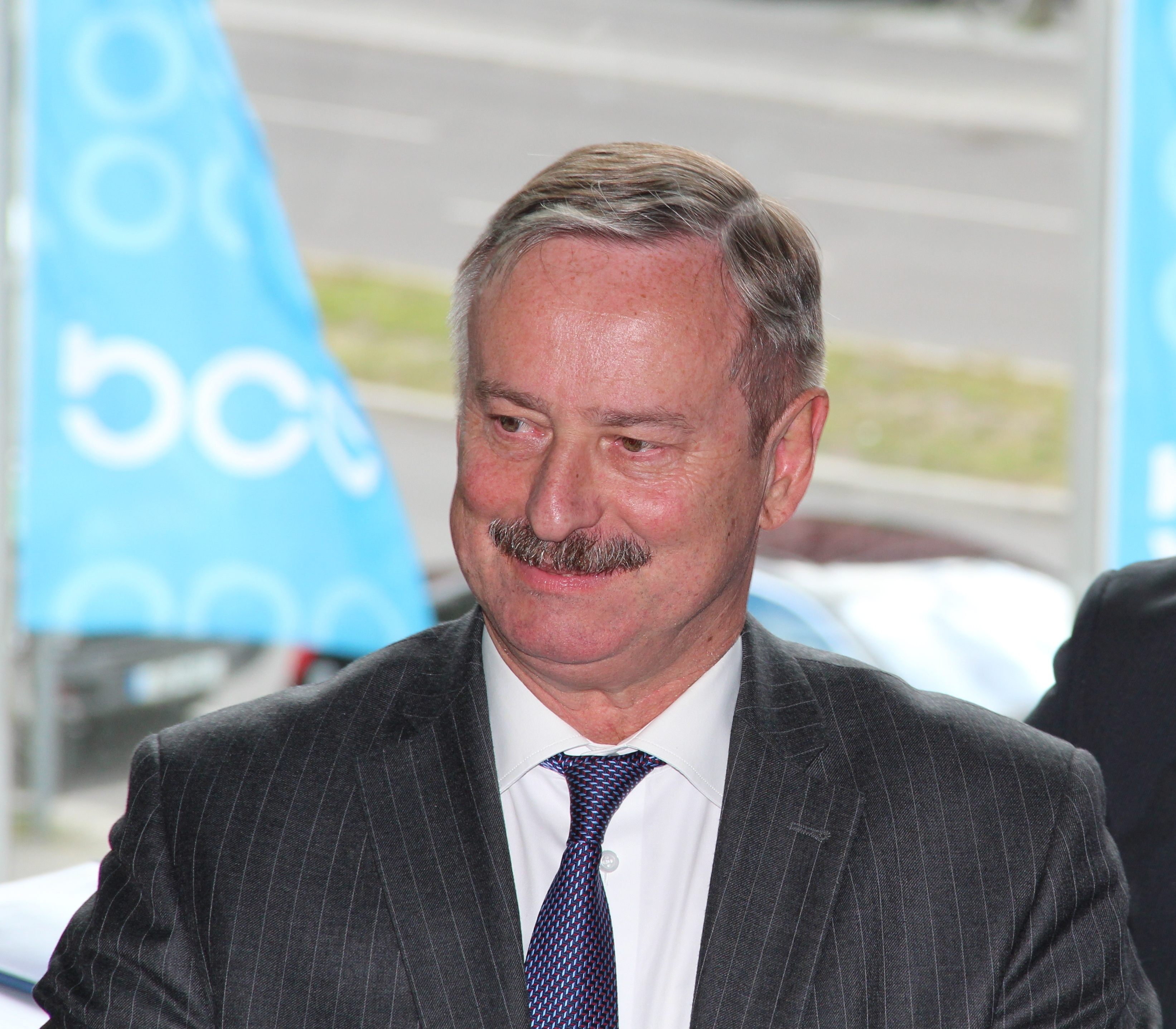
Siim Kallas beim Elektromobilitätsgipfel 2013 in Berlin.

Am 1. Mai 2004 wurde er EU-Kommissar, zusammen mit Joaquín Almunia, zuständig für Wirtschaft und Währungsangelegenheiten. In der neuen Kommission, vom 18. November 2004 bis 9. Februar 2010 im Amt, war er Kommissar für Verwaltung, Audit und Betrugsbekämpfung.
2005 lancierte er die Transparenz-Initiative, die 2008 in der Einführung eines freiwilligen Transparenz-Registers der EU mündete.
Für die Folgekommission wurde er im November 2009 wiederum als Vizepräsident und als Kommissar für Verkehr nominiert. Dieses Amt trat er am 10. Februar 2010 an.
Als EU-Verkehrskommissar bemühte er sich, einen Konsens mit dem deutschen Verkehrsminister Dobrindt über die geplante PKW-Maut in Deutschland zu finden. Dieser kam aber nicht zustande, obwohl Kallas wiederholt seine Unterstützung zugesichert hatte. Die Bundesregierung legte der EU-Kommission ein mit EU-Recht nicht vereinbares Konzept vor.
Während seiner Amtszeit als EU-Kommissar für Verkehr erarbeitete Siim Kallas eine als Drittes Eisenbahnpaket bekannte Reihe von Verordnungen, dieses hat zum Ziel, die Europäische Eisenbahnagentur (ERA) zu stärken, indem diese die Zulassung rollenden Materials übernimmt. Dies geschieht derzeit auf nationaler Ebene und es kommt zu massiven Problemen, wie in Deutschland bei den Zügen Bombardier Talent 2 und diese Zulassungen gelten schließlich nur für das jeweilige Land. Die gemeinsame EU-Zulassung soll dies deutlich beschleunigen und vereinfachen.

### Rückkehr nach Estland
Nach seiner Karriere in Brüssel trat Kallas bei der Parlamentswahl 2019 nochmals als Kandidat seiner Partei im Wahlkreis Kesklinn, Lasnamäe und Pirita in Tallinn an. Dort schaffte er es 8733 Wählerstimmen zu erringen und sitzt seitdem wieder als Abgeordneter im Riigikogu. Das Parlament wählte ihn bei seiner ersten Zusammenkunft am 4. April 2019 zum zweiten Vizepräsidenten. Nachdem er bei der Parlamentswahl 2023 sein Abgeordnetenmandat verteidigt hatte, kündigte er im September 2024 an, dieses aus gesundheitlichen Gründen aufzugeben.

### Privates
Kallas’ Großvater war Eduard Alver, einer der Gründer der Republik Estland am 24. Februar 1918, der Kommandant des Estnischen Verteidigungsbundes während des Estnischen Unabhängigkeitskriegs und der erste Chef der Estnischen Polizei von 1918 bis zum 24. Mai 1919. 
Siim Kallas spricht Estnisch, Englisch, Russisch, Finnisch und Deutsch. Er ist estnischer und entfernter deutsch-baltischer Abstammung.
Kallas ist mit der Ärztin Kristi Kallas verheiratet, die während der sowjetischen Deportation aus Estland im Alter von sechs Monaten mit ihrer Mutter und Großmutter in einem Viehwaggon nach Sibirien deportiert wurde und dort bis zu ihrem 10. Lebensjahr lebte.
Siim Kallas ist zweifacher Vater. Seine Tochter Kaja Kallas ist ebenfalls Mitglied (von 2018 bis 2024 Vorsitzende) der Reformpartei, war von 2014 bis 2018 für diese Abgeordnete im Europäischen Parlament und von 2021 bis 2024 estnische Regierungschefin. Seit 2024 ist sie EU-Außenbeauftragte .

## Sonstiges
2012 wirkte er als Zeitzeuge in dem Dokumentarfilm The Brussels Business – Wer steuert die Europäische Union? mit. Seine Aussagen basierten auf seinen Erfahrungen als Vizepräsident der Europäischen Kommission.

## Ehrungen
- Großes Bundesverdienstkreuz mit Stern und Schulterband (6. November 2000)[6]
- Big Brother Award, in der Kategorie Politik (2014)